# منتخب فنلندا لكرة السلة للسيدات
منتخب فنلندا الوطني لكرة السلة للسيدات (بالفنلندية: Suomen naisten koripallomaajoukkue) هو ممثل فنلندا الرسمي في المنافسات الدولية في كرة السلة في فئة رياضة نسوية.